# Voto castigo
El voto castigo o voto de protesta, en el marco de unas elecciones democráticas, es el voto que se le niega al partido político o candidato apoyado con anterioridad, con el fin, de castigarlo por su mala gestión o desacuerdo con alguna de las políticas llevadas a cabo durante el mandato de ese partido. 
El voto castigo puede manifestarse usando el voto en blanco, votando al adversario o votando a un tercer partido — en un sistema marcadamente bipartidista —.
En España, Chile y México el voto en blanco no es computable a la hora de repartir los escaños, por lo tanto no supone castigo para los grandes partidos —sino al contrario— solamente es un castigo para los pequeños partidos. El voto nulo también es considerado un tipo de voto castigo. 

## Antivoto
Se denomina «antivoto» en algunos países, muy arraigado en la cultura electoral de Perú por ejemplo, a un tipo de voto castigo donde la principal motivación del elector no es apoyar a un candidato en particular, sino que evitar que salga electo alguno que no es de su preferencia, pudiendo incluso dar su voto a alguna persona que, bajo su consideración, puede ser un contrincante fuerte para evitar la elección del candidato rechazado, aun así no sea de su afinidad ideológica o partidista.